# 라종억
라종억(나종억, 羅鍾億, 1947년 5월 10일 ~ )은 대한민국의 교수이며, 사회운동가이다. 종교는 천주교, 세례명은 라파엘이다.

## 생애
서울 출신으로 1970년 고려대학교 생명과학대학을 나온 후, 2020년 경기대에서 명예경영학박사,
2002년 순천향대에서 명예 정치학박사, 2003년 러시아 자연과학 아카데미 정회원 원사, 
2017년 카자흐스탄 국립예술대 명예 문화학박사 학위를 받았으며,
2003년 순천향대 명예교수, 2005년 경남대 북한대학원 초빙교수, 2006년 부산여대 석좌교수로
활동하고 있다. 
2001년부터 민주평화통일자문회의 경제협력분과 위원장 및 운영위원, 2013년부터 
민주평화통일자문회의 상임위원 및 문화예술체육분과 위원장으로 역할을 수행하였다. 
1998년 탈북민의 국내에서의 안정적 정착과 문화를 통한 통일 연착륙을 목적으로
(사)통일문화연구원을 설립하여 국내에서 통일과나눔 아카데미를 통해 디아스포라와
다문화인들에 대한 언어교육과 의료지원에 매진하고 있다. 
2003년 민간 최초로 통일문화대상을 제정하여 현재 매일경제와 공동으로 문화를 통한
통일기반 조성이라는 목적에 부합하는 개인과 단체를 선정하여 시상하고 있으며, 
2014년 통일과 나눔 아카데미를 조선일과 공동 설립하여, 국내에 정착한 탈북민, 고려인, 다문화인 등의
소외동포를 대상으로 문화를 기반으로 하는 교육 및 정착 지원 활동을 수행하고 있으며,
2018년 카자흐스탄 알마티에서는 중앙아시아 통일과 나눔 아카데미를 설립, 카자흐스탄에
거주하는 고려인을 대상으로 한글과 문화교육, 의료봉사 및 지원활동을 지원하고 있으며, 
2019년 7월 26일 1937년 연해주에서 강제이주된 고려인들의 최초 정착지인 우슈토베지역
바슈토베에 한.카 추모공원을 설립하고, 고려인 최초정착 추모비를 설립한 바 있다. 
2020년에도 한.카 추모공원에 한.카 우호기념비를 설립하였고, 
향후 10년에 걸친 한.카 추모공원을 조성, 역사의 場으로 만들고 있다.
2019년 남양주 소재 현대병원에 소외동포 의료지원센터를 설립하여 탈북민과 고려인 등
국내 거주 소외동포에 대한 의료지원활동을 꾸준히 전개하고 있으며,
2018년부터 현대병원과 대규모 의료봉사단을 통한 카자흐스탄 현지에서의 의료봉사와
의약품 및 의료기기 등의 의료지원활동을 꾸준히 수행하였으며,
2021년에는 카자흐스탄 현지 의료인들을 국내에 초청한, 현지의료진 대상의 임상교육을 통해
한국의 우수한 의료기술과 선진적인 의료시스템을 현지에 널리 알림으로써, 현지 거주
고려인들의 민족적 자긍심과 대한민국에 대한 정체성 확보에 큰 기여를 하고 있다.
2020년 9월부터는 중국심양에 심양 통일과나눔 아카데미를 설립하고, 심양지역의
조선족 동포, 화교, 현지거주 한국인 청소년들을 대상으로 한글, 문화교육 및 통일역사
탐방 등의 민족적 정체성과 문화를 통한 통일기반 조성이라는 목적을 달성하기 위한 활동을
전개하고 있으며, 
중앙아시아 우즈베키스탄, 러시아, 베트남 등으로 소외동포들이 거주하고 있는 국가에
통일과 나눔 아카데미를 설립하여 한글과 문화교육, 통일교육을 통한 
한울타리 운동을 적극적으로 전개하고 있다.

## 약력

### 학력
- 1966년 중앙고등학교 졸업
- 1970년 고려대학교 생명과학대학 졸업
- 2000년 명예 경영학박사(경기대)
- 2002년 명예 정치학박사(순천향대)
- 2003년 러시아 자연과학아카데미 정회원(원사)
- 2017년 명예 문화컨텐츠학박사(카자흐스탄 국립예술대)

### 경력
- 2000년 매일경제신문 대북 자문위원(현)
- 2001년 세계일보 통일분과 자문위원(현)
- 2001년 同남북평화연구소 전문위원(현)
- 2001년 (사)통일문화연구원 이사장(현)
- 2001∼2005년 민주평통 경제협력분과 위원장ㆍ운영위원
- 2003년 러시아 자연과학아카데미 정회원(원사)
- 2003년 순천향대 명예교수(현)
- 2004∼2008년 국군기무사령부 자문위원
- 2005∼2007년 국무총리실 통일연구원 고문
- 2005년 경남대 북한대학원 초빙교수(현)
- 2006년 부산여대 석좌교수(현)
- 2006년 북한연구학회 명예고문(현)
- 2009년 월간조선 자문위원
- 2010∼2013년 인천재능대학 석좌교수
- 2013∼2015년 민주평통 상임위원
- 2014년  (국내 소외동포교육기관) 통일과나눔 아카데미 이사장(현)
- 2015~2017년  민주평통 문화예술체육분과 위원장
- 2017년 대한골프협회(KGA) 대외협력위원장
- 2018년 (해외 소외동포교육기관) 중앙아시아 통일과나눔 아카데미 이사장(현)
- 2019년 한.카 우호기념공원 조성 및 고려인 최초정착지 추모비 건립 공동대회장(현)
- 2020년 KPGA 자문위원
- 2020년 ㈜웰크론한텍 사외이사

## 수상 경력
- 대통령표창(1999년)
- 국민훈장 모란장(2002년)
- 올해를 빛낸 중앙인상(2003년)
- 예총 예술문화상 특별공로상(2004년)
- 조선문학사 조선문인대상(2004년, 2013년)
- 고려대 고대 3대가족상(2005년)
- 한국문학예술대상(2006년)
- 동백예술문학상(2008년)
- 한글학회 국어사랑 공로상(2010년)
- 조선문인대상(2013년)
- 프랑스 기사 작위(2015년)
- 고려인협회 한.카 우호증진훈장(2019년)
- 카자흐스탄정부 감사장(2020년)

## 저서 및 총서
- <사람과 사람>-북한주민 통일의식조사-(15.10/ 너나드리 출판사, 연구총서)
- 한류, 통일의 바람(12.06/ 명인 출판사, 연구총서)
- 탈북엘리트들이 본 10년후의 북한(06.03/ 인간사랑 출판사, 연구총서)
- 통일문화의 개념과 남북한 문화이질화 극복방안(03.06 휴전50주년 기념세미나, 연구총서)
- 1인치의 장벽을 넘어서 – 독립 카자흐스탄의 고려인사회-(20.04/맑음북스, 연구총서)
- 이큰개가 우체통안에 어떻게 들어갔을까(02.06/조선문학사, 시집)
- 왼손과 오른손의 대화(04.06/자유지성사, 수필집)
- 여랑소상(08.05 /재능아카데미, 여행기)
- 연꽃이 필 무렵 (09.07/ 조선문학사, 시집)
- 라종억의 청풍소언 (12.06/ 황금물고기, 수필집)
- 유지 신발이 점점 커진다(14.05 /해빗 출판사, 시집)
- 내 골프채가 어떻게 아프리카 초원에 갔을까?(18.00/맑음북스)
- 남북 경제협력의 발전추이와 활성화 방안(00.01 서울대경영대학원졸업논문)
- 동서독 경협경험과 대북정책에 주는교훈(01.02 경남대북한대학원졸업논문)
- 부시2기 행정부의 대북정책방향과 관련하여(04.12 기무사 대북정책 간담회 논문)

## 가족관계
- 아버지 : 라용균(羅容均)
- 어머니 : 박귀례(朴貴禮)
- 부  인 : 이채영(李彩永)
- 아  들 : 나범수
- 딸     : 나혜수